# International Football Association Board
International Football Association Board (IFAB) (Międzynarodowa Rada Piłkarska) – organizacja zajmująca się tworzeniem oraz nowelizacją przepisów gry w piłkę nożną i futsal.
IFAB została założona w 1882 roku na zjeździe czterech brytyjskich związków piłki nożnej w Manchesterze. W 1904 powstająca FIFA przyjęła przepisy ustalone wcześniej przez IFAB, oraz wcieliła ją do swoich organów. Od tego czasu Rada zajmuje się ciągłym unowocześnianiem, rozstrzyganiem kwestii spornych oraz interpretowaniem poszczególnych zasad.
Rada składa się z następujących członków:
- posiadająca 4 głosy Międzynarodowa Federacja Piłki Nożnej (FIFA),
- posiadający po 1 głosie przedstawiciele czterech związków założycieli:
  -  Angielski Związek Piłki Nożnej (The Football Association),
  -  Szkocki Związek Piłki Nożnej (Scottish Football Association),
  -  Walijski Związek Piłki Nożnej (Football Association of Wales),
  -  Związek Piłkarski Irlandii Północnej (Irish Football Association).

Rada zbiera się dwukrotnie w ciągu roku.